# Anastomoza (medycyna)
Anastomoza (in. zespolenie) – w zakresie nauk medycznych termin oznacza połączenie między dwoma ciągłymi naczyniami, takimi jak tętnice, żyły czy pętle jelita. Anastomozy mogą występować naturalnie, służąc określonym celom fizjologicznym albo być wytworzone sztucznie – przez człowieka lub jako objaw patologiczny.

## Anatomia

### Anastomozy naczyniowe

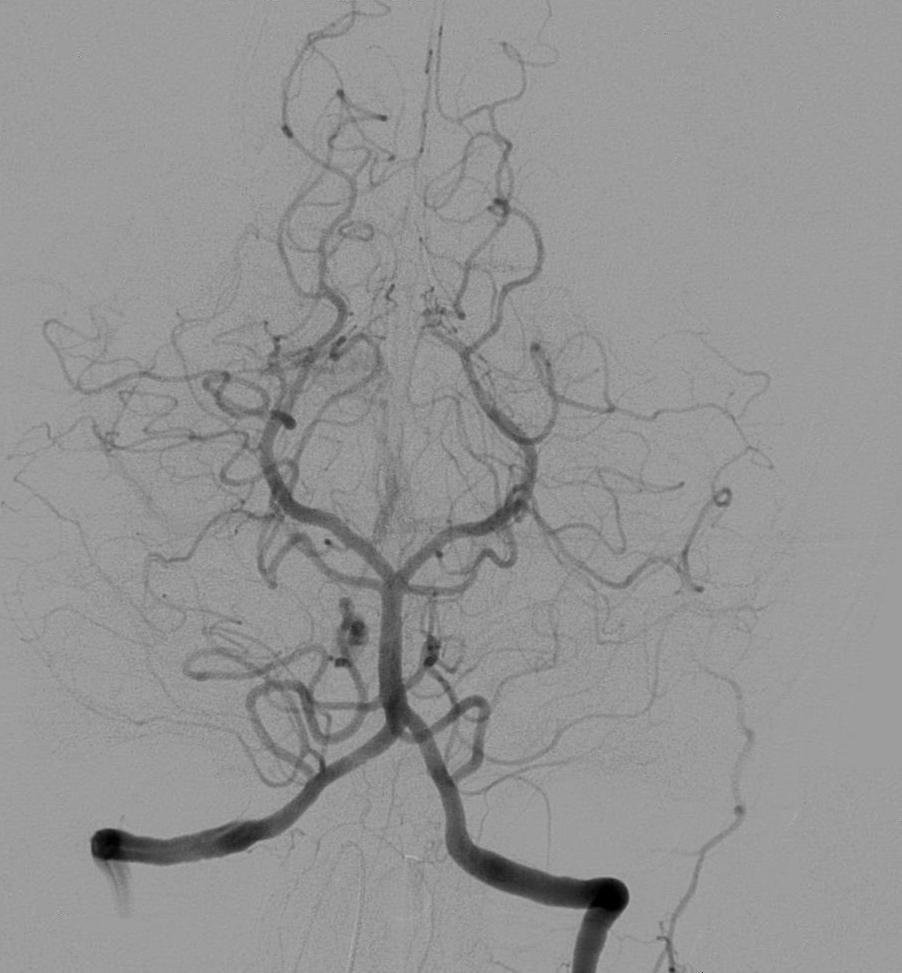
Angiografia tętnic mózgu; widoczne koło Willisa.

Anastomozy naczyniowe: tętniczo-tętnicze i żylno-żylne są typowymi połączeniami między naczyniami krwionośnymi, kształtującymi się głównie w okresie płodowym, ale mogącymi też rozwijać się w ciągu życia osobnika (np. anastomozy wieńcowe). W tym drugim przypadku można wyodrębnić pewne szczegóły struktury mikroskopowej, odróżniające miejsce styku od otaczających go ścian.
W ciele ludzkim istnieje olbrzymia liczba omawianych połączeń; do klinicznie istotnych należą m.in.:
- Koło tętnicze Willisa (wewnątrz czaszki)
- Połączenia między krążeniem wewnątrz- a zewnątrzczaszkowym
- Zespolenia w okolicy łopatkowej (alternatywa dla t. podobojczykowej)
- Sieci stawowe (system naczyń pobocznych w obrębie stawów: łokciowego, kolanowego itp.)
- Zespolenia w obrębie talerza miednicy (por. wieniec śmierci)
- Anastomozy pionowo przebiegających naczyń w ścianach brzucha (tt. nabrzuszne, żż. piersiowo-nabrzuszne itp.)
- Łuki tętnicze i żylne kończyn
- Zespolenia naczyń wieńcowych, które zasługują na oddzielną uwagę.

### Anastomozy wieńcowe

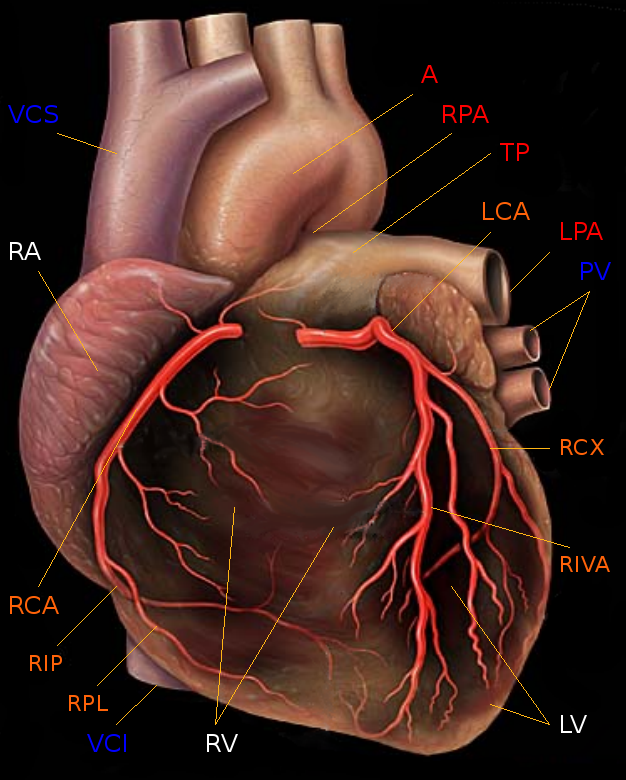
Serce z typowym układem tętnic wieńcowych.

Anastomozy między gałęziami naczyń wieńcowych są rodzajem zespoleń, które potrafią zwiększać swoje znaczenie i zasięg w miarę upływu kolejnych lat życia. Tętnice wieńcowe są uznane za naczynia końcowe, których zator definitywnie upośledza funkcje pewnej określonej części mięśnia. Mimo takiego stanu rzeczy u osób dojrzałych, a w szczególności u pacjentów mających przewlekłe problemy z krążeniem, stwierdza się oznaki rozwoju krążenia obocznego, głównie drobnych naczynek położonych w warstwie podwsierdziowej. Najczęściej takie zespolenia notuje się przy koniuszku serca, na przedniej ścianie prawej komory, tylnej ścianie lewej komory czy w przebiegu bruzd międzykomorowych i międzyprzedsionkowych. Ich użyteczność pozostaje przedmiotem badań.
Naczynia wieńcowe mogą wytwarzać również anastomozy z innymi tętnicami w obszarze klatki piersiowej poprzez tętnice osierdzia i naczynia naczyń (vasa vasorum) łączących serce z krążeniem systemowym oraz płucnym. Również w tym wypadku użyteczność takich rozwiązań w razie zatorów różni się zależnie od rozpatrywanego przypadku.
Podobna sytuacja, tyle że na większą skalę, istnieje pomiędzy naczyniami żylnymi. Nie tylko przylegające żyły wytwarzają zespolenia między sobą, ale także może istnieć komunikacja między dopływami zatoki wieńcowej i żyłami przednimi serca. Połączenia pozasercowe prowadzą przez naczynia naczyń żył, dochodzących do narządu.

### Anastomozy tętniczo-żylne
Bezpośrednie zespolenia między tętnicami i żyłami mogą przybierać formę krótkich, prostych naczyń lub kłębków naczyniowych (narządów Hoyera-Grossera) – w obu wypadkach z pominięciem sieci naczyń włosowatych. Anastomozy te służą precyzyjnej regulacji przepływu krwi przez narządy, których poziom metabolizmu zmienia się w czasie; wpływa na to stopień skurczu mięśniówki gładkiej (lub komórek nabłonkowo-mięśniowych), otaczających tętniczki (metaarteriole) prowadzące na dany obszar. Zespolenia proste spotykamy w płucach, sercu, nerkach, tkance łącznej, jajnikach, łożysku, macicy, gruczołach dokrewnych, ścianie żołądka i jelit oraz ciele jamistym prącia. Zespolenia kłębkowate istnieją w skórze głowy i szyi, małżowinie usznej czy palcach. Pełnią tam funkcje termoregulacyjną, pozwalając organizmowi zaoszczędzić energię traconą zwykle w postaci ciepła. Anastomozy podlegają regulacji hormonalnej i nerwowej (układ autonomiczny).

## Embriologia

Zespół przetoczenia krwi między płodami; rysunek poglądowy

Rozwój układu krążenia u zarodka człowieka zaczyna się w 3 tygodniu ciąży. Od precyzji i synchronizacji licznych zachodzących od tego momentu przemian zależy prawidłowa praca mięśnia sercowego i efektywny obieg krwi. Anastomozy między pierwotnymi naczyniami krwionośnymi są w tym procesie kluczowym elementem; umożliwiają m.in. poprawny rozwój:
- serca z parzystych cew sercowych,
- naczyń zatok wątrobowych z jednoimiennych sznurów,
- żył głównych z fragmentów żył zasadniczych (również nadzasadniczych i podzasadniczych),
- układu żył nieparzystych z żył nadzasadniczych,
- przewodu piersiowego z uprzednio parzystych naczyń limfatycznych.

Zespolenia między naczyniami łożyska w wypadku ciąży mnogiej mogą skutkować mozaikowatością erytrocytów (erythrocyte mosaicism) – czyli wymieszaniem dwóch różnych grup krwi u bliźniąt oraz zespołem przetoczenia krwi między płodami (twin transfusion syndrome) – wskutek zaburzeń hemodynamicznych i następczych dysproporcji w podziale krwi między nimi.

## Chirurgia
Anastomoza chirurgiczna polega na odtworzeniu ciągłości przewodu pokarmowego lub połączeniu ze sobą dwóch naczyń takich jak: tętnice, żyły, drogi żółciowe, moczowody, ew. nerwów. Jest to zazwyczaj złożona i czasochłonna procedura, nierzadko wykonywana odręcznie (zespolenia naczyniowe), ale w ostateczności mająca duży wpływ na powodzenie całej operacji.
Przykładowo, anastomozy są nieodzowne przy poniższych zabiegach:
- Zakładania by-passów, wycinania tętniaków wszelkiego rodzaju, przeszczepianie narządówu kompletnych organów, hemodializy
- Resekcji jakiejkolwiek części przewodu pokarmowego
- Usunięcia prostaty (prostatektomia), pęcherza moczowego (cystektomia)
- Operacjach przywracania płodności po podwiązaniu jajowodów czy wazektomii.

## Patologia

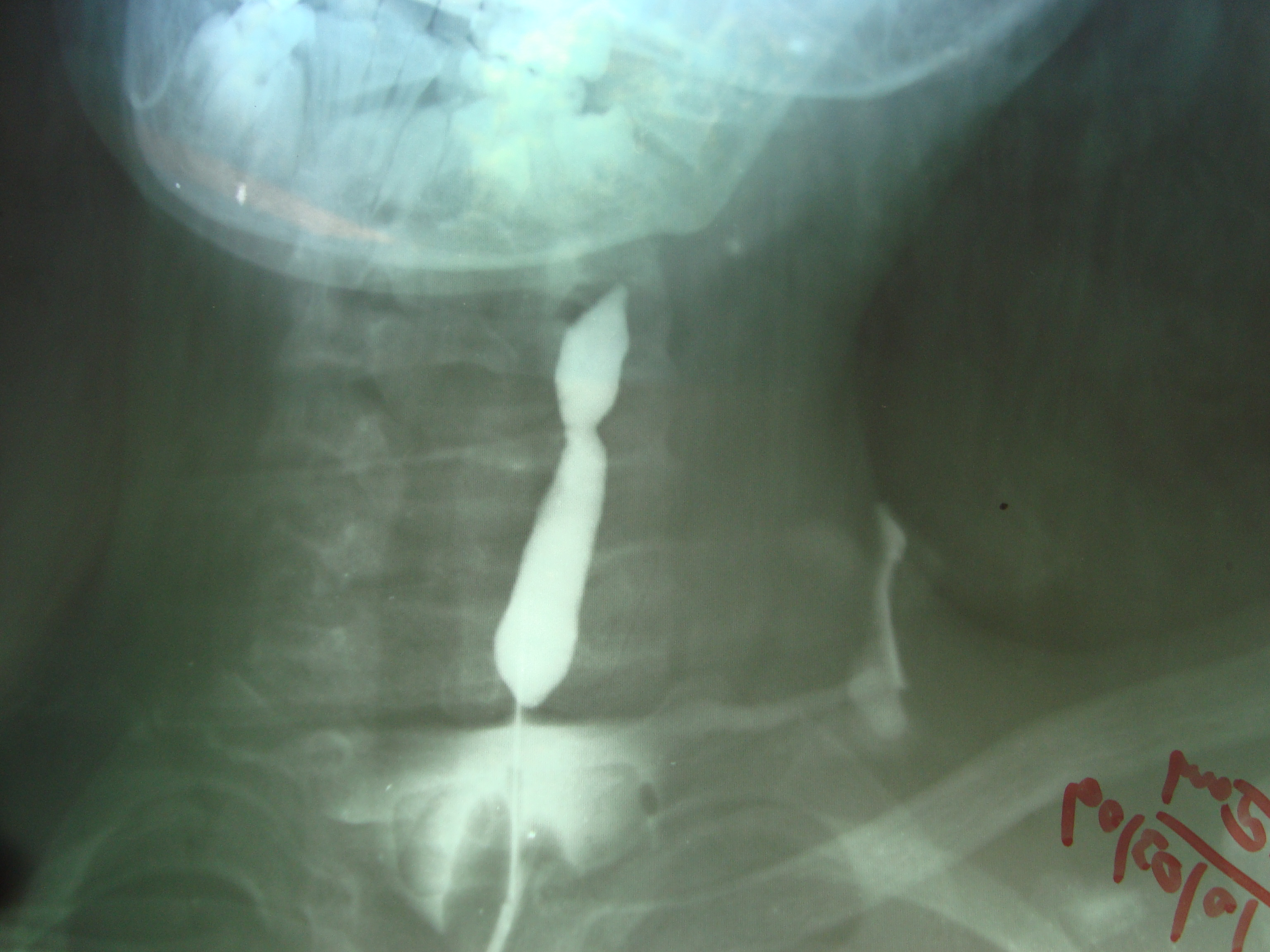
Fistulogram – przetoka w okolicy ramieniowej

Anastomozy patologiczne są szerzej znane jako przetoki. Z powodu wypadku lub infekcji może dojść do zespolenia między tętnicami, żyłami czy pętlami jelita. Przetoki dzielimy na:
- Przetoki wewnętrzne (jelitowo-jelitowe itp.)
- Przetoki zewnętrzne (narządowo-skórne)